# Conversione di san Paolo (Ignacio de Ries)
La Conversione di San Paolo è una pittura barocca di Ignacio de Ries, pittore fiammingo del XVII secolo, realizzata nel 1653 A.D.
Si trova nella Cappella della Concezione presso la Cattedrale di Segovia (Castilla y León).

## Descrizione
L'opera fa parte di una collezione dello stesso autore composta da altri cinque dipinti: Adorazione dei pastori, il Battesimo di Cristo, l'Albero della Vita, l'Incoronazione della Vergine e il Re Davide, che rappresentano i capolavori di questo artista, sotto l'influenza da Francisco de Zurbarán.
L'opera in oggetto venne commissionata dal capitano Pedro Fernandez de Miñano e Contreras, governatore di Cadice, il cui patrocinio fu firmato nel 1645.
Nel quadro appare la firma dell'autore: Ignacio de Ries fac. Sevilla.
Il dipinto è stato esposto alla mostra Le età dell'uomo nel 1988, presso la Cattedrale di Valladolid.